# Sumud

Fresque sur la Maison du sumud à Bethléem.

Le sumud est la persévérance des Palestiniens à rester sur leurs terres et à résister à la colonisation israélienne. Ce terme est apparu dans les années 1970 pour désigner une manière de porter politiquement la cause palestinienne dans la vie quotidienne. Le sumud est pratiqué en maintenant une présence continue (wujud) face à ce qui est vécu comme une catastrophe permanente (nakba). C'est une valeur qui a particulièrement trouvé écho parmi les médecins et soignants palestiniens. Pour Lara et Stephen Sheehi, le sumud est une culture du soin mutuel par laquelle les Palestiniens se préoccupent que les besoins de leurs proches soient comblés. Il y a plusieurs façons de faire, qui vont des tâches ménagères aux festivités en passant par l'organisation politique, et qui revêtent une importance particulière pour les femmes palestiniennes engagées dans la lutte. Dans la diaspora, la valeur sumud est perçue par de nombreuses personnes comme fondamentale pour la continuation de leur lien avec la terre palestinienne et leur peuple.